# Voueize
Die Voueize ist ein Fluss in Frankreich, der im Département Creuse in der Region Nouvelle-Aquitaine verläuft. Sie entspringt im Gemeindegebiet von La Chaussade, entwässert anfangs in Richtung Nord, dreht dann auf Ost und mündet nach rund 54 Kilometern in Chambon-sur-Voueize als linker Nebenfluss in den Tardes.

## Orte am Fluss
- Peyrat-la-Nonière
- Saint-Julien-le-Châtel
- Gouzon
- Chambon-sur-Voueize